# 神田あおい
神田 あおい（かんだ あおい、3月9日 - ）は、女性の講談師。講談協会に所属する。若手女性講談師5人が所属団体の枠を超えたユニット「講談女伊達」のメンバーの一人としても参加。岩槻人形大使、ねぎわい親善大使としても活動。2009年10月、新作講談「波の伊八」を完成させる。

## 出身
埼玉県岩槻市（現:さいたま市）出身。上尾市で育つ。川口市在住。

## 略歴
- 18歳から演劇に携わる
- 1995年3月 東京成徳短期大学附属深谷高等学校を卒業
- 2002年11月 神田すみれに入門
- 2003年1月 初高座
- 2008年6月 二ツ目昇進 あやめ改め「神田あおい」
- 2016年4月 真打昇進

## 趣味
- 果実酒作り、読書

## 主な講談作品
古典
- 「荒木又右衛門」
- 「大名花屋」
- 「左甚五郎」
- 「水府小町」
- 「波の伊八」

新作
- 「北里柴三郎-日本で初めてノーベル賞候補になった男」
- 「波の伊八」
- 「松浦武四郎」
- 「若き日の渋沢栄一」
- 「メリサンド姫」

## 出演

### ラジオ
- 「サウンドカフェ」（FM Kawaguchi） 水曜パーソナリティ[1][2]

## 外部サイト
- 神田あおい - 講談協会
- 講談師 神田あおい (@aoi0309) - X（旧Twitter）
- 講談師 神田あおい日記 - Ameba Blog
- 神田あおい (aoikanda) - Facebook
- 講談女伊達 - Ameba Blog